# Zahradníček (rybník)
Zahradníček (též rybník U Zahradníčků) je rybník ve Velkých Popovicích v okrese Praha-východ. Leží na bezejmenném pravostranném přítoku Mokřanského potoka. Má podélný obdélníkovitý tvar se západo-východní orientací. Je napájen potokem od severozápadu, voda odtéká stavidlem a přepadem na jihovýchod. Po jeho hrázi vede modrá turistická značka a naučná stezka nazvaná Krajinou barona Ringhoffera.

## Galerie

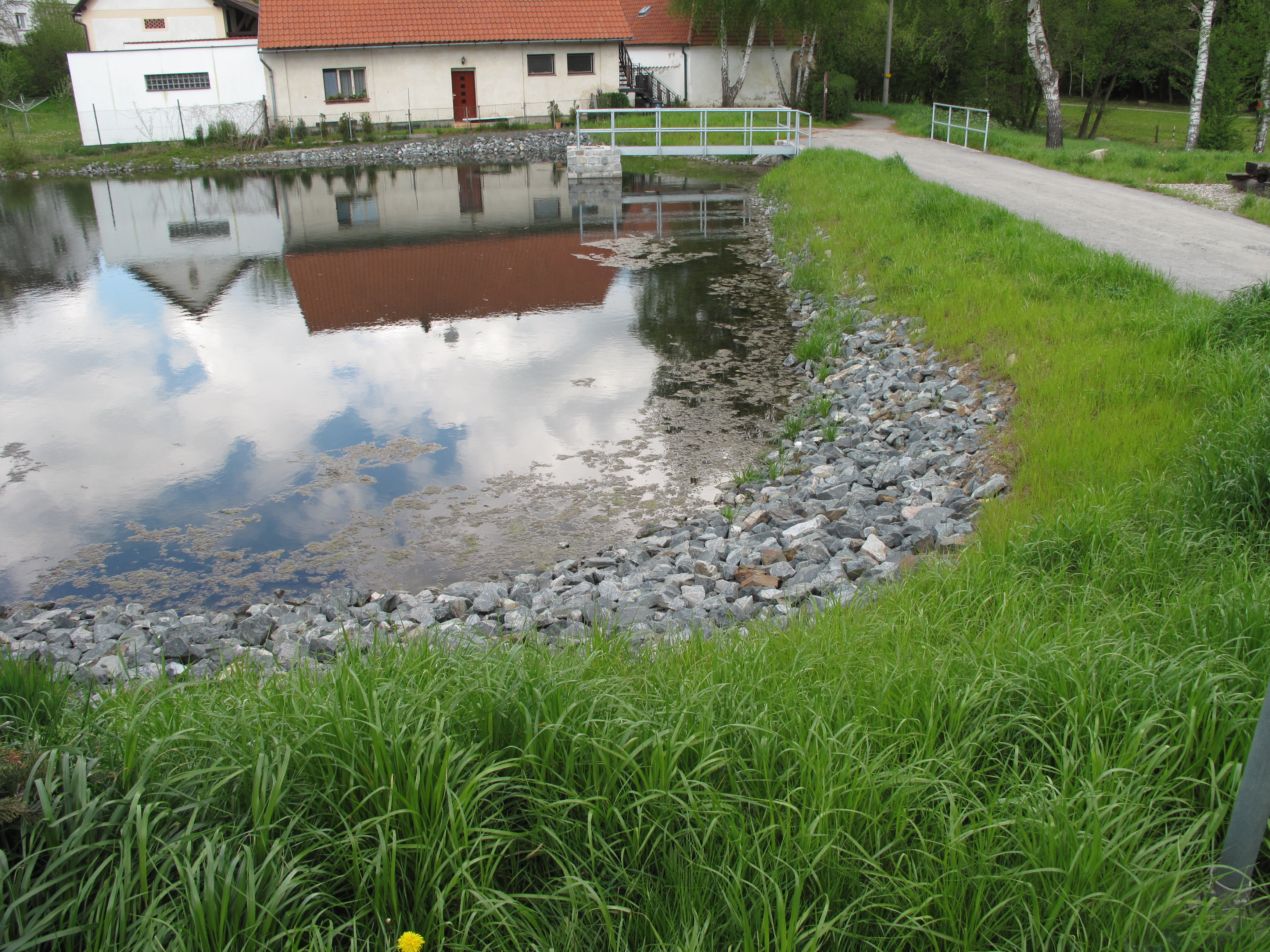
Násep hrázi a stavidlo
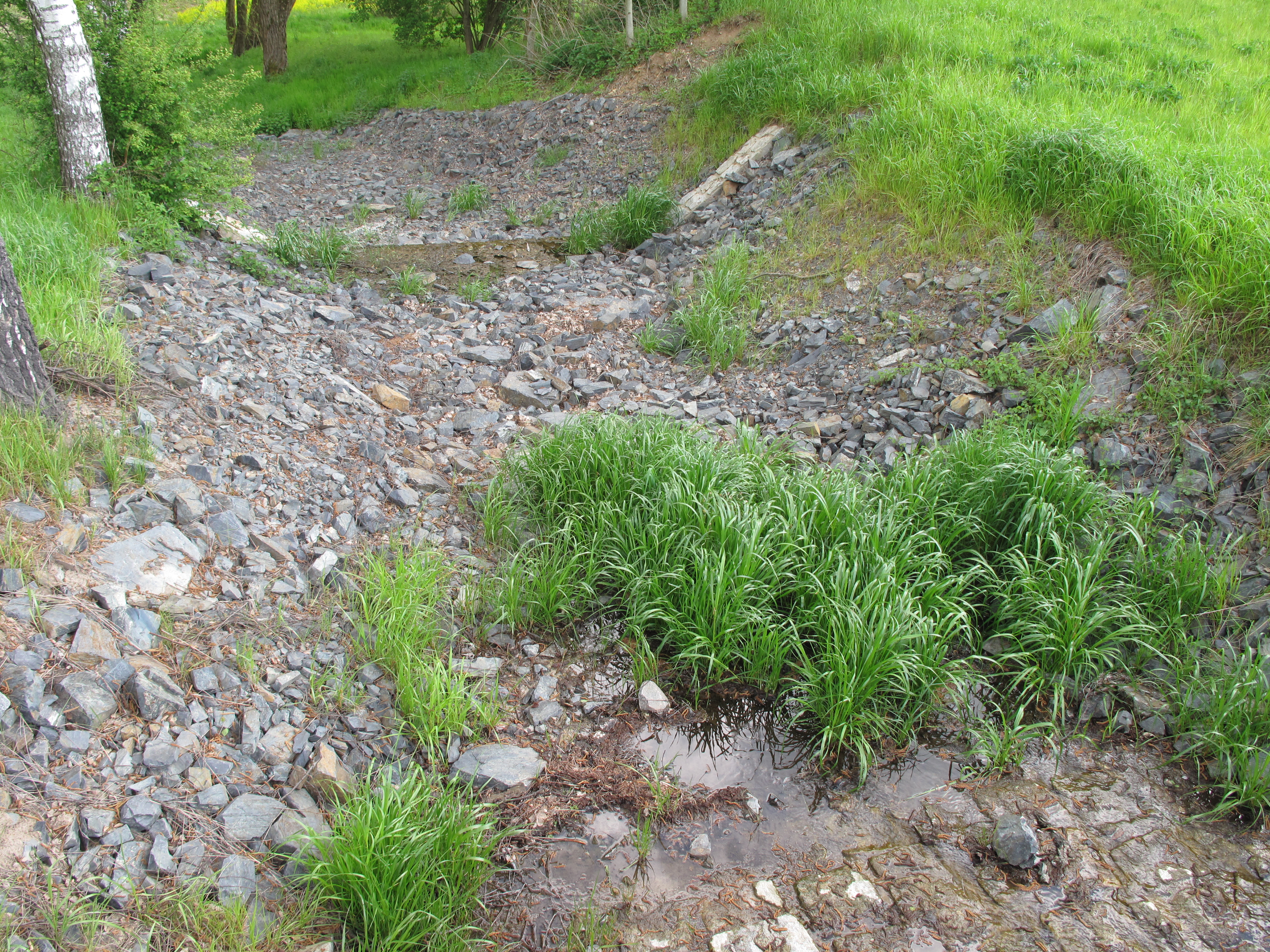
Přepad
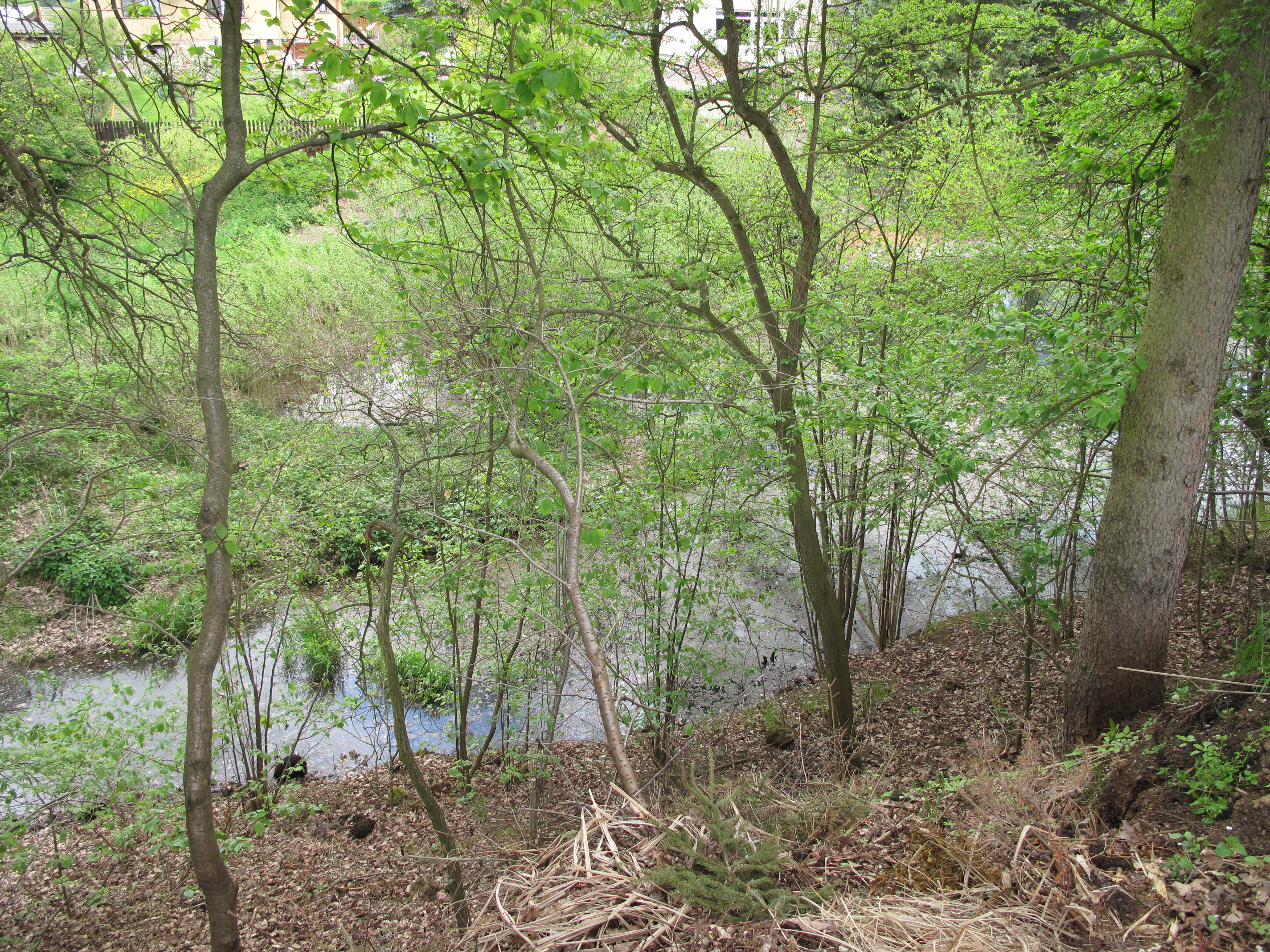
Přítok